# Rorbach-lès-Dieuze
Rorbach-lès-Dieuze là một xã trong vùng Grand Est, thuộc tỉnh Moselle, quận Château-Salins, tổng Dieuze. Tọa độ địa lý của xã là 48° 49' vĩ độ bắc, 06° 50' kinh độ đông. Rorbach-lès-Dieuze nằm trên độ cao trung bình là 227 mét trên mực nước biển, có điểm thấp nhất là 217 mét và điểm cao nhất là 252 mét. Xã có diện tích 4,21 km², dân số vào thời điểm 1999 là 49 người; mật độ dân số là 11 người/km².

## Thông tin nhân khẩu
| 1962 | 1968 | 1975 | 1982 | 1990 | 1999 |
| ---- | ---- | ---- | ---- | ---- | ---- |
| 21   | 41   | 50   | 57   | 50   | 49   |